# Åbo län (slottslän)

Slottslän i Finland 1595–1634.

Åbo län (finska: Turun linnalääni) var ett svenskt slottslän i Finland från medeltiden fram till Axel Oxenstiernas länsreform 1634. Residensstad var Åbo.
Länet bestod av Söderfinland och Norrfinland i landskapet Egentliga Finland. Gränsen gick längs Aura å.
Länet upphörde 1634 och uppgick i Åbo och Björneborgs län.

## Indelningar
- Norrfinland, väster om Aura å
  - Masko härad[2]
    - Pöytis socken
    - Virmo socken
    - Nousis socken
    - Masko socken (Masku)
    - Vårfrukyrka socken (S:t Marie)
    - Reso socken
    - Lemo socken
    - Rimito socken
    - Korpo socken

  - Vemo härad[2]
    - Lappo socken
    - Letala socken
    - Nykyrko socken (Kaland)
    - Vemo socken (uppdelad i Svensk- respektive Finsk-Vemo)
    - Tövsala socken
- Söderfinland, öster om Aura å
  - Halikko härad[2]
    - Sankt Mårtens socken
    - Pemars socken
    - Halikko socken
    - Muurla socken
    - Bjärnå socken
    - Kimito socken

  - Pikis härad[2]
    - Lundo socken
    - Sankt Karins socken
    - Pikis socken
    - Sagu socken
    - Nagu socken
    - Pargas socken